# Neues Wiener Journal

Kopf des Neuen Wiener Journals.

Das Neue Wiener Journal war eine von 1893 bis 1939 erscheinende österreichische Tageszeitung. Sie erschien mit dem Untertitel „unparteiisches Tagblatt“ und verfolgte keine klare politische Linie. In der Ersten Republik fand die politische Berichterstattung jedoch größere Bedeutung als in den Jahren zuvor. Die Grundtendenz hierbei war antimarxistisch und manchmal auch Monarchie-sympathisierend.
In einer von Antisemitismus geprägten Zeit war die vom jüdischen Jakob Lippowitz gegründete Zeitung zionistischen Fragen gegenüber stets vorurteilsfrei eingestellt. Nach dem Anschluss 1938 verlor die Zeitung ihre jüdischen Mitarbeiter und internationalen Korrespondenten. Die Zeitung erschien unter nationalsozialistischer Kontrolle weiter bis Ende Jänner 1939, als sie mit der Neuen Freien Presse und dem Neuen Wiener Tagblatt zusammengelegt wurde.

## Geschichte
Gegründet wurde die Zeitung, die am 22. Oktober 1893 das erste Mal erschien, von Jakob Lippowitz. Gedruckt wurde die Zeitung in der Druckerei des Neuen Wiener Journals, bis ab 24. Juli 1897 die von Lippowitz mit Carl Anton Reichel gegründete Druckerei Lippowitz & Co übernahm. Lippowitz blieb Herausgeber der Zeitung bis Ende September 1922, als Lippowitz & Co die Zeitung als Verlag herausgab – ab 1. Oktober mit Reichel als neuem Eigentümer, Verleger und Herausgeber.
Von 21. Februar 1922 bis 31. Dezember 1930 verfügte die Zeitung über eine Redaktion in Prag, von 18. Oktober 1929 bis 17. Juli 1930 unter Redakteur August Flak auch eine in Kattowitz.
Erneute Veränderungen in der Eigentümerstruktur ergaben sich zum Jahreswechsel 1932/1933, als Alfred Loewenstein in die Zeitung einstieg und mit Reichel, der Herausgeber blieb, den Verlag Neues Wiener Journal, A. Loewenstein & Co gründete. Ab 25. September 1934 firmierte die Zeitung abermals unter Lippowitz & Co mit Carl Reichel als Eigentümer und Herausgeber.
Sofort nach dem Anschluss Österreichs, am 19. März 1938, wurde die populäre Zeitung „arisiert“. Sie bestand mit Carl Reichel als Herausgeber und Eigentümer noch bis Anfang August fort, wurde dann jedoch unter nationalsozialistischer Kontrolle fortgeführt und Anfang 1939 mit den weiteren großen Tageszeitungen Neue Freie Presse und Neues Wiener Tagblatt fusioniert. Die letzte Ausgabe des Neuen Wiener Journals erschien am 31. Jänner 1939.

## Format und Erscheinungsweise
Die Zeitung maß 43 × 28 Zentimeter und war dreispaltig. Sie erschien täglich am Morgen, mit Ausnahme des Zeitraums 22. August 1914 bis 31. Dezember 1921, als sie als Mittagsausgabe erschien, und vom 2. August 1921 bis 7. Juli 1922, als sie täglich – mit Ausnahme Montags – als Morgen- und Abendblatt erschien. Von 1903 bis 1915 erschien ein Mal wöchentlich das Neue Wiener Wochenjournal.

## Beilagen
Zu den Beilagen der Zeitung gehörten unter anderen von 2. Juli 1894 bis 6. September 1899 die Roman-Beilage, von 1893 bis 1899 eine Musikbeilage, im Jahr 1896 vorübergehend eine Sportbeilage, von 31. Oktober 1909 bis 29. Mai 1910 die Welt-Revue für Kinematographie, Sprechmaschinen und technischen Sport, von 24. Oktober 1921 bis 30. April 1928 in der Montagsausgabe die Unterhaltungsbeilage und von 4. Juni 1933 bis 10. März 1938 Der österreichische Kamerad („Mitteilungen“ für alle Traditions- und Kameradschaftsverbände sowie Angehörige des Bundesheeres, redaktiert von Josef Jirouschek).
Von 15. Mai 1910 bis 26. Juni 1914 lag der Zeitung wöchentlich Aus der Gesellschaft (redaktiert von Claire Patek) bei, von 11. Juni 1926 bis 29. Januar 1939 Unsere Mode und von 24. September 1927 bis 9. Mai 1930 die Film-Revue.
Weitere kurzfristige Beilagen waren 1897 die Hygieia – Organ für Naturheilkunde, Kneipp-Kur und Vegetarismus und im Frühjahr jenes Jahres Wiener Volkssänger und Artisten.
Von 1899 bis 1915 erschien Humor als eine Beilage des Neuen Wiener Wochen-Journals.

## Mitarbeiter
Einige namhafte Journalisten und Schriftsteller begannen ihre Karriere beim Neuen Wiener Journal. So zählte der später mit seinen Sozialreportagen bekannt gewordene Max Winter zu den ersten Mitarbeitern der Zeitung und auch Emil Kläger begann vor 1900 für das Neue Wiener Journal zu schreiben, bevor er ebenfalls als Sozialreporter Bekanntheit erlangte.
Anfang der 20er-Jahre schrieb Egon Friedell unter anderem für das Neue Wiener Journal, Hermann Bahr veröffentlichte von 1916 bis 1931 regelmäßig am Sonntag seine Kolumne Tagebuch und die prominenten Schachmeister Georg Marco und Hans Kmoch leiteten jahrelang die Schachrubrik. Erzählungen und Gedichte trugen unter anderen Else Feldmann und Lina Loos bei. Weitere namhafte Journalisten und Feuilletonisten der Zeitung waren Egon Dietrichstein, Paul Zifferer, Balduin Groller oder Marianne Bolz.

### Redakteure
Leitende Redakteure der Zeitung:
- Karl Erasmus Kleinert (bis 1. Dezember 1894)
- Hans Bergler (bis 27. September 1898)
- Willibald Riedl (bis 3. April 1923)
- Alfred Schik-Markenau (bis 11. Juni 1924)
- Desiderius Papp (bis 13. Juni 1930; Stellvertreter bis 1926: Emil Reich, 1927: Paul Deutsch, bis 1930: Hans Tabarelli)
- Hans Tabarelli (bis 25. Mai 1935; Stellvertreter: Ladislaus Krejci)
- Alfred Laufer (bis 15. März 1938; Stellvertreter zuerst Krejci, dann ab 1936 Felix Fischer)
- Josef Jirouschek (16. März 1938)
- Ladislaus Krejci (17. bis 18. März 1938; verantwortlicher Redakteur, Chefredakteur-Stellvertreter)
- Felix Fischer (19. März 1938 bis 29. Jänner 1939; zuerst verantwortlicher Redakteur für den Theaterteil, dann für Feuilleton, Kunst und Unterhaltung)
- Ladislaus Krejci (19. März 1938 bis 3. September 1939; verantwortlicher Redakteur für Politik und Volkswirtschaft)
- Wilhelm Rautenberg (22. Oktober 1938 bis 31. Jänner 1939; verantwortlicher Redakteur für Politik und Volkswirtschaft)